# Heroldia humboldti
Heroldia humboldti är en kräftdjursart som beskrevs av Karl Wilhelm Verhoeff1926. Heroldia humboldti ingår i släktet Heroldia och familjen Philosciidae. Inga underarter finns listade i Catalogue of Life.